# Montes Aguayo
Die Montes Aguayo (spanisch; in Argentinien Los Pozos für ‚Die Brunnen‘) sind eine Gruppe von Nunatakkern im Zentrum der Joinville-Insel vor der Nordspitze der Antarktischen Halbinsel.
Chilenische Wissenschaftler benannten sie nach dem chilenischen Tierarzt und Meeresbiologen Anelio Aguayo Lobo (* 1933) von der Universidad de Chile, der bei der 20. Chilenischen Antarktisexpedition (1965–1966) am ersten Zensus zum Säugetierbestand in diesem Gebiet beteiligt war.